# Principado de Nóvgorod-Síverski

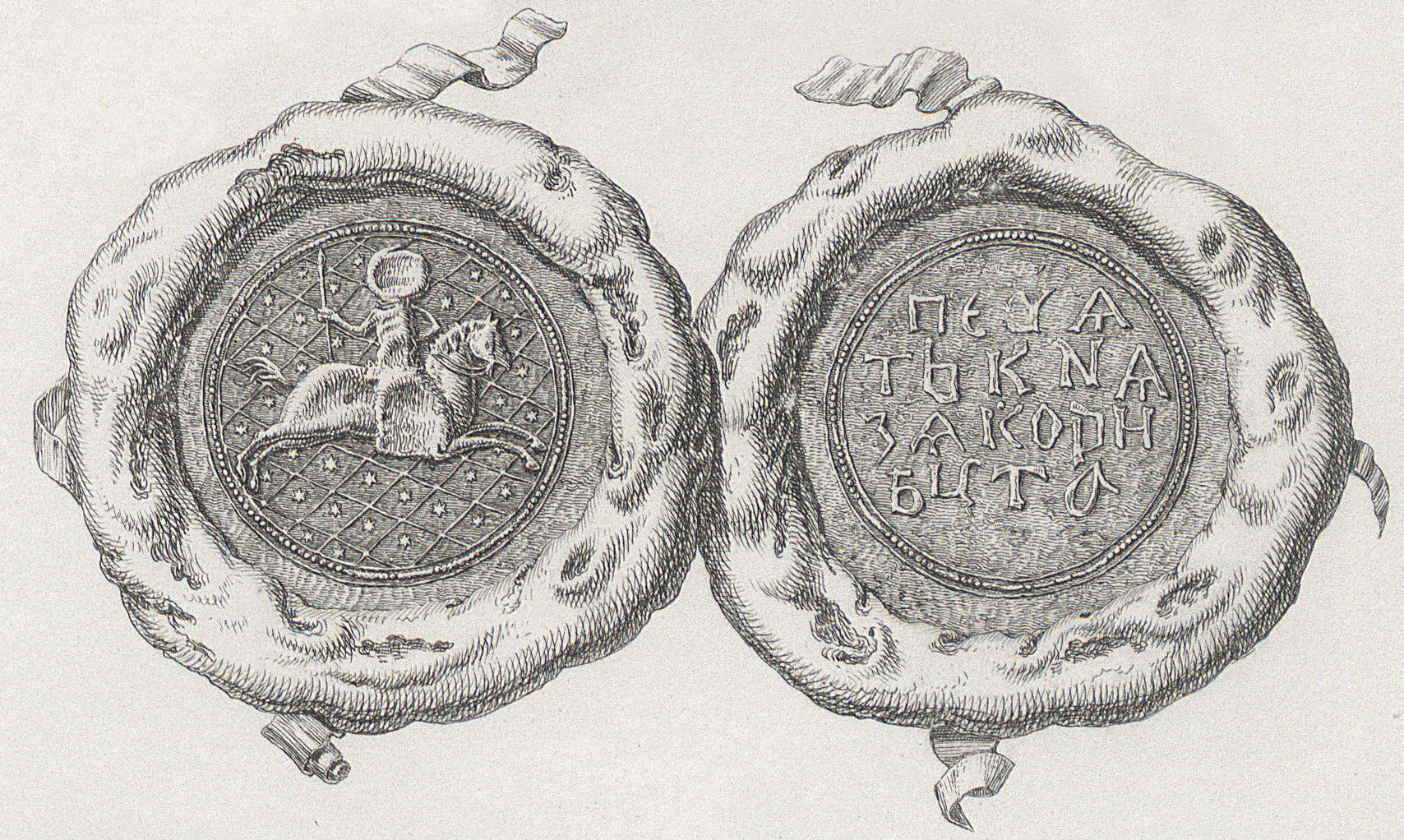
Sello de Korybut

El principado de Nóvgorod-Síverski (del Ucr: Новгород-Сіверське князівство) fue un principado medieval de la Rus de Kiev con centro en la ciudad de Nóvgorod-Síverski. El principado fue alienado al principado de Chernígov. Puede haber sido creado en 1139, fecha de una autoridad moderna. En 1185, una gran campaña de la Rus contra los polovtsianos terminó con la derrota del príncipe Ígor Sviatoslávich, registrado en el Cantar de las huestes de Ígor. El principado fue tomado por el principado de Briansk luego de las invasiones mongolas, y más tarde por los lituanos cuando empezó a declinar el poder de la Horda de Oro. En el siglo XV el principado fue dado al príncipe Iván de Mozhaisk cuando huía del gran príncipe Basilio II.

## Príncipes
- Sviatoslav Ólgovich, m. 1164, príncipe de Chernígov
- Oleg Sviatoslávich, m. 1180
- Ígor Sviatoslávich, m. 1202
- Vladímir Ígorevich, m. 1208
- Román Ígorevich, m. 1211
- Oleg Ígoreivich

bajo dominio lituano
- Iván Dmítrievich de Mozhaisk, m. 1471-1485
- Simeón Ivánovich, m. ca. 1500
- Vasili Ivánovich, m. 1519